# Ren și Stimpy
Ren și Stimpy (în engleză The Ren and Stimpy Show) este un desen animat creat de John Kricfalusi, difuzat pe Nickelodeon. Serial urmărește aventurile personajelor Ren, un chihuahua instabil din punct de vedere emoțional, și Stimpy, o pisică bine-natură. A avut premiera la 11 august 1991, fiind unul dintre cei trei pictori originali, împreună cu Rugrats și Doug. De-a lungul rundei sale, spectacolul a fost controversat pentru umorul său necolorat, sugestia sexuală, umorul întunecat, glumele pentru adulți și violența. Această controversă a contribuit la altercațiile personalului de producție cu departamentul de standarde și practici al lui Nickelodeon. Serialul s-a încheiat la 20 octombrie 1996, cu un total de cinci sezoane și 52 de episoade. În România, serialul a fost difuzat pe Prima TV în 1998—2000 (subtitrat) și pe Nickelodeon în 1999–2005 (în engleză).